# Jodelee
Jodelee is de tweede single van het veertiende album 10.000 luchtballonnen van de groep K3. Het is de tweede single die uitkwam met de nieuwe samenstelling van K3, gekozen tijdens het televisieprogramma K3 zoekt K3.

## Videoclip
In de videoclip dragen Hanne, Marthe en Klaasje roze dirndls. De video werd geregisseerd door Dries Vos, die eerder ook de clips voor Waar zijn die Engeltjes, Alice in Wonderland en 10.000 luchtballonnen regisseerde.